# Chiesa di San Patrizio (Sydney)
La chiesa di San Patrizio è una chiesa cattolica situata nel quartiere di The Rocks di Sydney, in Australia.

## Storia
La chiesa venne eretta su dei terreni donati nel 1840 da William Davis, un ex-detenuto di fede cattolica deportato in Australia a seguito della rivolta irlandese del 1798. Nei primi anni dalla fondazione della colonia, non essendovi dei preti cattolici residenti a Sydney, Davis aveva patrocinato l'organizzazione di momenti di preghiera cattolica presso la sua casa.
La chiesa venne ufficialmente aperta il 18 marzo 1844, una data scelta in preferenza al 17 marzo, festa di San Patrizio, per timore che l'apertura fosse rovinata da festeggiamenti inebriati e potenzialmente violenti e bigottismo religioso. Davis non visse abbastanza per vedere il completamento dell'edificio, essendo morto nell'agosto dell'anno precedente.

## Descrizione
L'edificio presenta uno stile neogotico.

## Galleria d'immagini

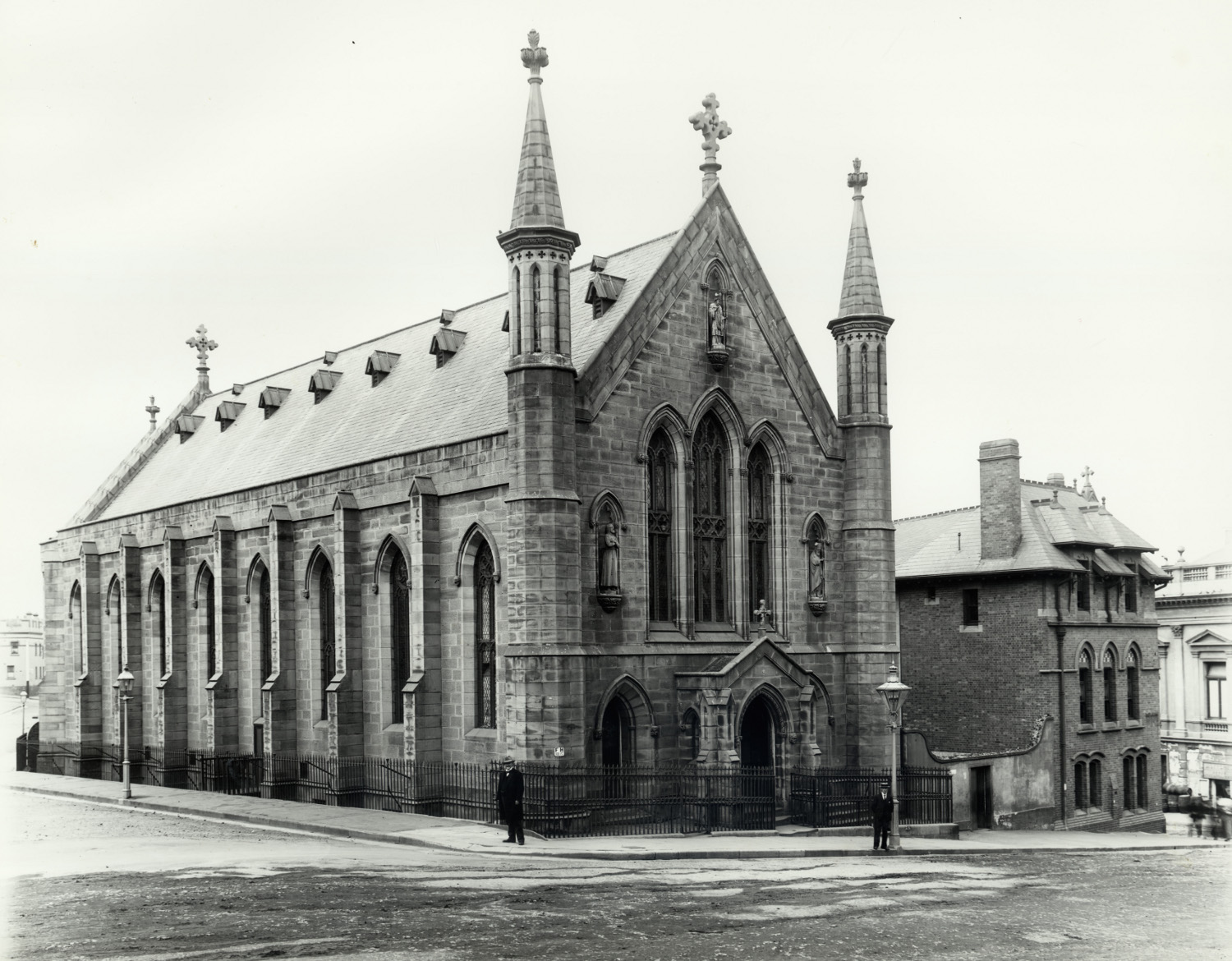
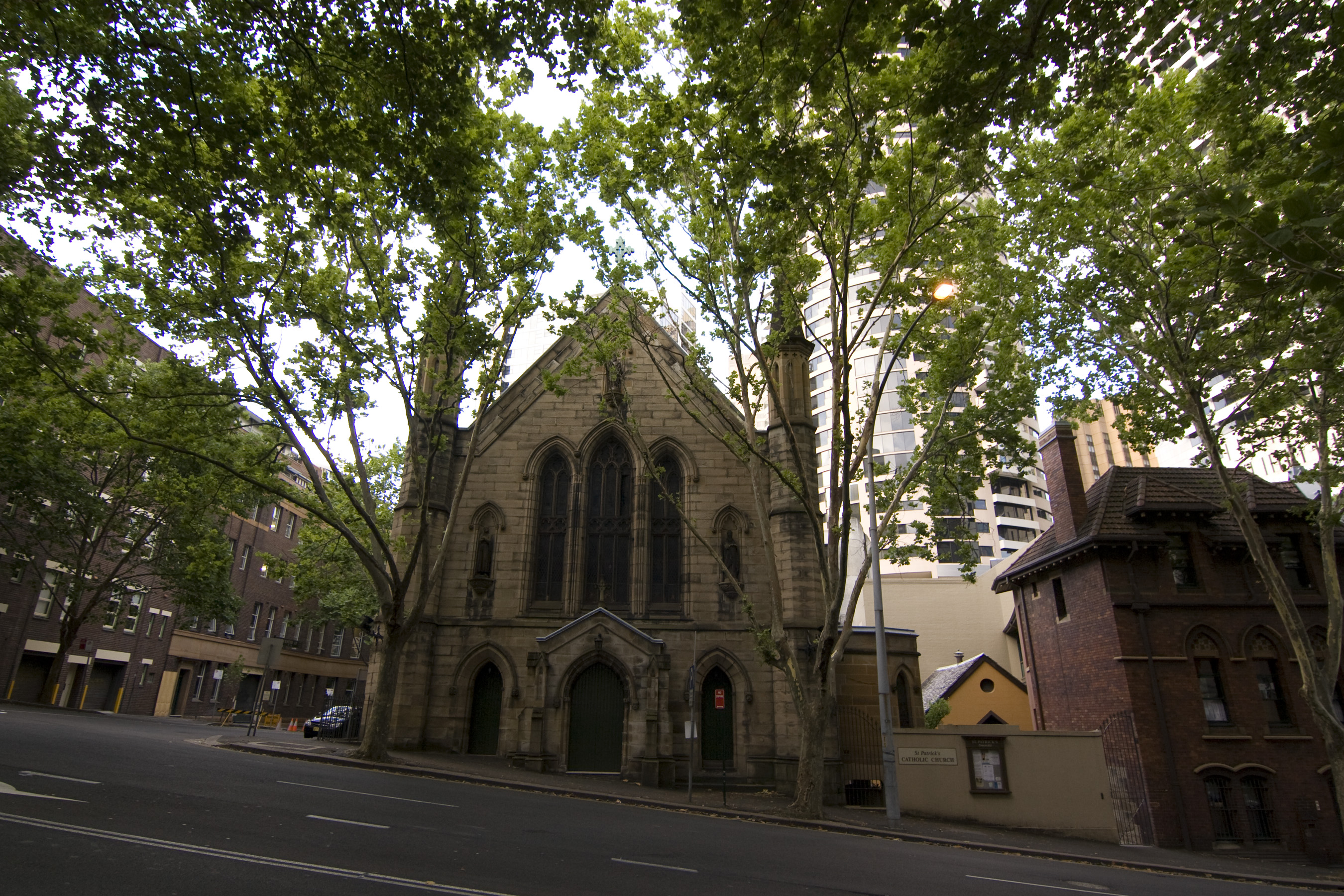
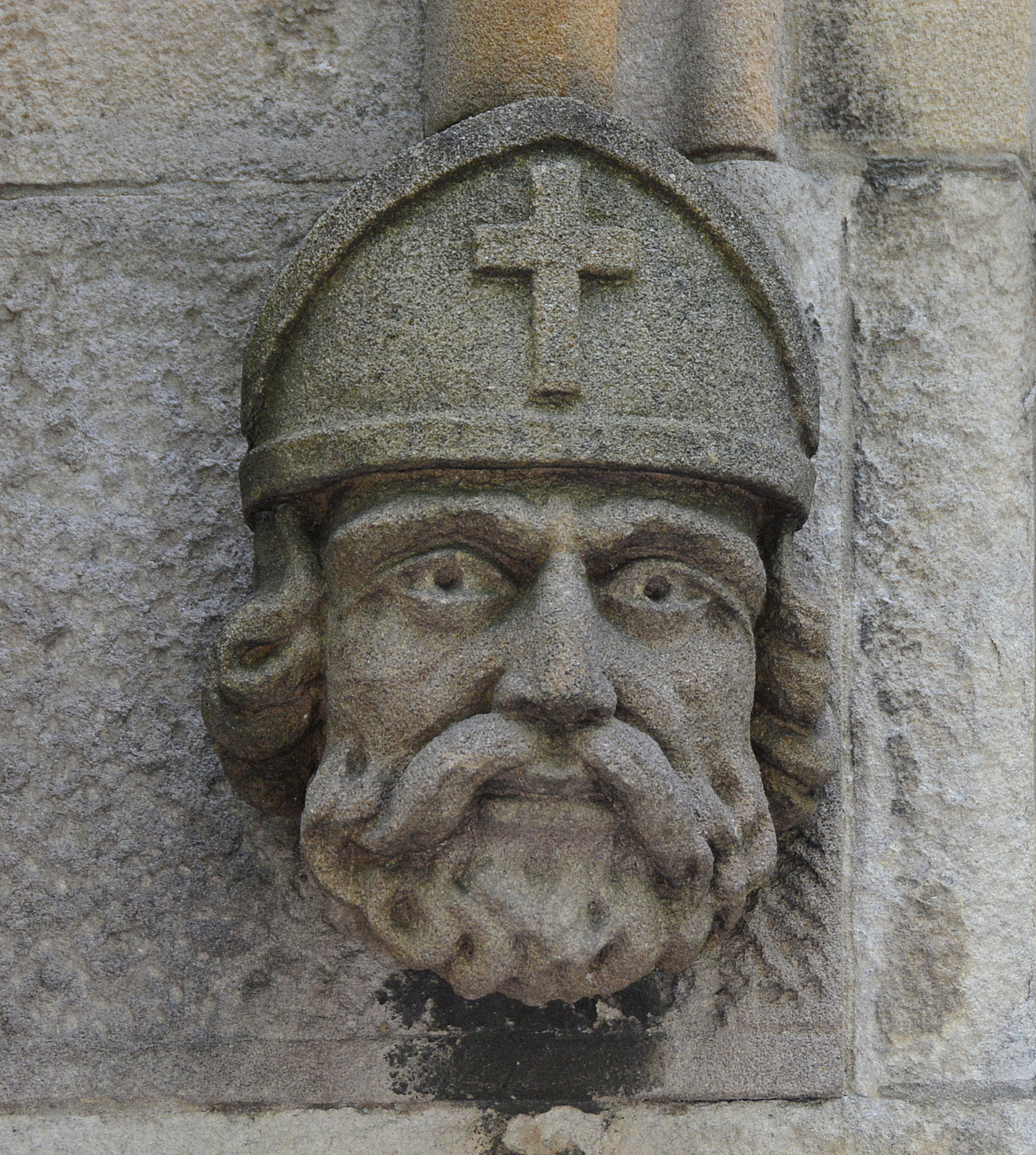